# 5miinust
5miinust är en estnisk musikgrupp som tillsammans med Puuluup representerade Estland i Eurovision Song Contest 2024 med låten "(Nendest) narkootikumidest ei tea me (küll) midagi".